# Tybetańczycy
Tybetańczycy (tyb. བོད་པ།་ Wylie: Bod pa; chiń. 藏族, pinyin: Zàng Zú) – naród zamieszkujący głównie Wyżynę Tybetańską, po inwazji chińskiej i aneksji Tybetu w 1951 r. stanowią obecnie mniejszość narodową w zachodnich Chinach (4,8 mln, 1994 r.). Tybetańczycy zamieszkują również prowincje Qinghai, Syczuan, Gansu, Junnan oraz Indie (historyczny region Ladakh, zwany też niekiedy Tybetem Zachodnim, Sikkim oraz liczne skupiska emigracyjne w stanie Himachal Pradesh, w tym obecna siedziba XIV Dalajlamy Dharamsala), Nepal i Bhutan. Mówią językami tybetańskimi należącymi do tybeto-birmańskiej gałęzi rodziny chińsko-tybetańskiej. Posługują się pismem tybetańskim. Wyznają w większości buddyzm tybetański. Głównymi ośrodkami kultu religijnego są Lhasa i Xigazê. 
Pokaźna mniejszość prowadzi koczowniczy tryb życia. Ich głównym zajęciem jest hodowla jaków, kóz, owiec i wielbłądów oraz myślistwo. Jednak większość Tybetańczyków prowadzi osiadły tryb życia, zajmując się uprawą jęczmienia, pszenicy, gryki, bobu, ryżu, kukurydzy i tytoniu.
Wśród ludności osiadłej występuje poliandria i poligynia, których występowanie upatruje się w małej ilości gruntów rolnych, przeciwdziałaniem rozdrobnieniu gospodarstw, ograniczeniem przyrostu naturalnego.

## Genetyka
Tybetańczycy oddzielili się ewolucyjnie od Hanów nie później, niż 3000 lat temu. Od tego czasu w ich genomie pojawiło się ponad 30 mutacji, które zwiększyły ich dostosowanie do życia na dużych wysokościach, szczególnie do mniejszej dostępności tlenu przy niższym ciśnieniu powietrza. Wśród tych mutacji jest m.in. wariant genu EPAS1, który odpowiada za skuteczniejsze wykorzystanie tlenu przez organizm. Gen ten występuje u 87% Tybetańczyków i tylko u 9% Hanów.